# Темуко
Тему̀ко (на испански: Temuco) е град в Чили. Разположен е в южната част на страната на река Каутин, в Централната чилийска долина. Главен административен център е на провиниция Каутин в регион Араукания. Намира се на 670 km южно от столицата Сантяго. Основан е на 24 февруари 1881 г. ЖП възел. Център на селскостопански район. Хранителна и дървообработваща промишленост. Исторически музей на индианците араукани. Население 260 878 жители от преброяването през 2002 г.

## Известни личности
Родени в Темуко
- Марсело Салас (р. 1974), футболист